# 20th 텔레비전
20th 텔레비전(영어: 20th Television)은 미국의 텔레비전 제작사로, 월트 디즈니 컴퍼니의 디즈니 미디어 네트워크 사업부인 월트 디즈니 텔레비전이 소유하고 있다. 본래 20세기 텔레비전은 20세기 폭스 텔레비전라는 이름으로 디즈니가 인수 전 폭스의 신디케이션 및 배급 부분이었다.
이 회사는 월트 디즈니 컴퍼니가 21세기 폭스의 자산의 대부분을 인수한 것의 일부였다. 디즈니의 21세기 폭스는 2019년 3월 20일에 완료되었다.

## 작품
- 심슨 가족
- 패밀리 가이
- 밥스 버거스

## 같이 보기
- 월트 디즈니 텔레비전
  - ABC 시그니처
  - 터치스톤 텔레비전
- 디즈니 플랫폼 디스트리뷰션
  - 디즈니-ABC 도메스틱 텔레비전